# Сибірки
Сибі́рки (рос. Сибирки) — присілок у складі Шадрінського району Курганської області, Росія. Входить до складу Юлдуської сільської ради.
Населення — 122 особи (2010, 171 у 2002).
Національний склад станом на 2002 рік: татари — 97 %.

## Відомі особистості
В поселенні народився:
- Гізатуллін Хамазан (1921—2007) — радянський військовик, Герой Радянського Союзу.